# 君がくれるもの
『君がくれるもの』（きみがくれるもの）は、2016年3月9日に発売された德永英明53枚目のシングル。

## 概要
1年半ぶりの新曲はデビュー30周年記念シングル。
テレビ朝日系木曜ミステリー『科捜研の女』主題歌。
カップリング曲は1989年の楽曲、「MYSELF 〜風になりたい〜」を德永のアレンジでセルフカバー。
通常盤と初回限定盤A,Bの3形態で発売。初回限定盤Aは「君がくれたもの」ミュージック・ビデオ収録DVD付。初回限定盤Bは16ページ・ブックレット仕様で曲目を他の2形態より少なく収録。

## 収録曲

### 初回限定盤A，通常盤
全曲　作曲：德永英明
1. 君がくれるもの
作詞：山田ひろし
2. MYSELF 〜風になりたい〜 （Tokunaga's Track）
作詞：大津あきら
3. 君がくれるもの（Instrumental）
4. MYSELF 〜風になりたい〜 （Tokunaga's Track）（Instrumental）

### 初回限定盤B
1. 君がくれるもの
2. 君がくれるもの（Instrumental）

### 初回限定盤A付属DVD
1. 君がくれるもの（ミュージック・ビデオ）